# Trollstigen
Trollstigen (Trollstigvegen) er et vanskeligt vejstykke i Norge på hovedvej 63 i Rauma kommune i Romsdal. 
Trollstigen er lukket fra oktober og i hele resten af 2024 på grund af den høje risiko for stenskred på Trollstigen, som går til Åndalsnes,. Vejen er åben indtil Trollstigfoten. Al kørsel, cykling og vandring i området er forbudt.
Vejen blev åbnet af kong Haakon VII den 31. juli 1936, efter en otte år lang anlægsperiode, og snor sig fra Isterdalen op til Stigrøra.
Vejen er omkranset af flere bjerge på over 1.000 meter. Mest kendt er Dronningen, Kongen og Bispen. Vejens højeste punkt er 850 meter over havets overflade.
Der er elleve hårnålesving på Trollstigen, hver med en radius på cirka 10 meter, og vejen krydser over en bro den 239 meter høje Stigfossen.
Ved Stigrøra er der bygget et moderne turistcenter med kafé og souvenirudsalg tegnet af Reiulf Ramstad Architects
Vejstrækningen, der er lukket om vinteren, åbner normalt midt i maj måned og bliver lukket, når den første sne falder om efteråret. 